# Mesoforficula
Mesoforficula – wymarły rodzaj owadów z rzędu skorków, obejmujący tylko jeden znany gatunek: Mesoforficula sinkianensis.
Rodzaj i gatunek opisane zostały w 1935 roku przez C. Pinga na podstawie dwóch skamieniałości, odnalezionych w Maiyohkow w chińskim Sinciangu i prawdopodobnie pochodzących z jury późnej. Nie udało się ich przyporządkować do rodziny ani nawet podrzędu.
Skorki te osiągały 5–6,3 mm długości i około 1 mm szerokości ciała. Głowę miały umiarkowanych rozmiarów, z tyłu nieco zwężoną. Pokrywy i skrzydła tylnej pary były dobrze wykształcone, wąskie. Odwłok był smukły i niewiele węższy od tułowia. Przysadki odwłokowe były prosto zbudowane, smukłe i delikatnie zakrzywione do wewnątrz.